# Spišská Kapitula
Spišská Kapitula (maďarsky Szépeshely, německy Zipser Kapitel, latinsky Capitulum Scepusiense) je bývalá obec na východním Slovensku v oblasti zvané Spiš, v okrese Levoča, v Prešovském kraji. Je církevním městečkem, ležícím na kopci nad Spišským Podhradím, k němuž nyní patří jako městská část. Od roku 1993 je spolu se Spišským hradem pod ochranou světového dědictví UNESCO. Je také součástí kulturní krajiny nazývané Spišský Jeruzalém.
Je zde sídlo biskupství spišské diecéze.

## Historie
Obec vznikla ve 12. století na kopci kolem kostela sv. Martina. Od poloviny 13. století zde bylo sídlo spišské kapituly v čele s proboštem. V letech 1662–1665 byla obec obehnaná hradbami a rozvíjela se jako město. Od roku 1776 je zde sídlo spišského biskupství. Počet domů se ustálil po staletí asi na 30 a počet obyvatel na 250 až 300. Obyvatelstvo tvořili vesměs členové kapituly se služebnictvem, kteří žili v domech po obou stranách jediné ulice, zakončené dvěma branami. Od roku 1948 patří ke Spišskému Podhradí.
Spišská kapitula se stala také jedním z center církevního školství na Slovensku. Už ve 13. století zde byla kapitulní škola a od poloviny 17. století také gymnázium. V letech 1815–1849 zde bylo bohoslovecké učiliště a v letech 1819–1950 tu vznikl první slovenský i uherský ústav pro výchovu učitelů základních škol. Po komunistickém převratu byl spišský biskup zavřený a dlouhodobě odsouzený. Učitelský ústav byl znárodněn a učiliště zrušeno. V jejich prostorách vznikla vojenská, později policejní škola a policejní archiv. Domy kanovníků se staly byty pro chudé obyvatelstvo z blízkého okolí, které je však zdevastovalo.

## Památky
Spišská Kapitula je městskou památkovou rezervací. 
- Dominantou je pozdně románská katedrála sv. Martina z let 1245–1273 se dvěma věžemi v průčelí. Chrámová loď a chór byly zaklenuté a rozšířené gotickými přístavbami (kaple Zápolských). Katedrála má mimořádně cenné vybavení interiéru: tři gotické oltáře, sochy, náhrobní desky, zvony apod. V kapitulní pokladnici jsou cenné kalichy, monstrance a paramenta. Na freskách z roku 1317 je znázorněna mimo jiné korunovace uherského krále Karla Roberta. Nachází se zde také nejstarší známá románská plastika na Slovensku – Leo albus (bílý lev).
- pozdně renesanční biskupský palác z roku 1652 s barokními úpravami
- hodinová věž z roku 1739
- budova biskupského semináře, původně gotická, později renesančně a barokně upravená
- Hradební zeď s Dolní a Horní branou goticko-renesančního opevnění
- Kanovnické domy – některé původně gotické, jiné renesanční a barokní.

## Galerie

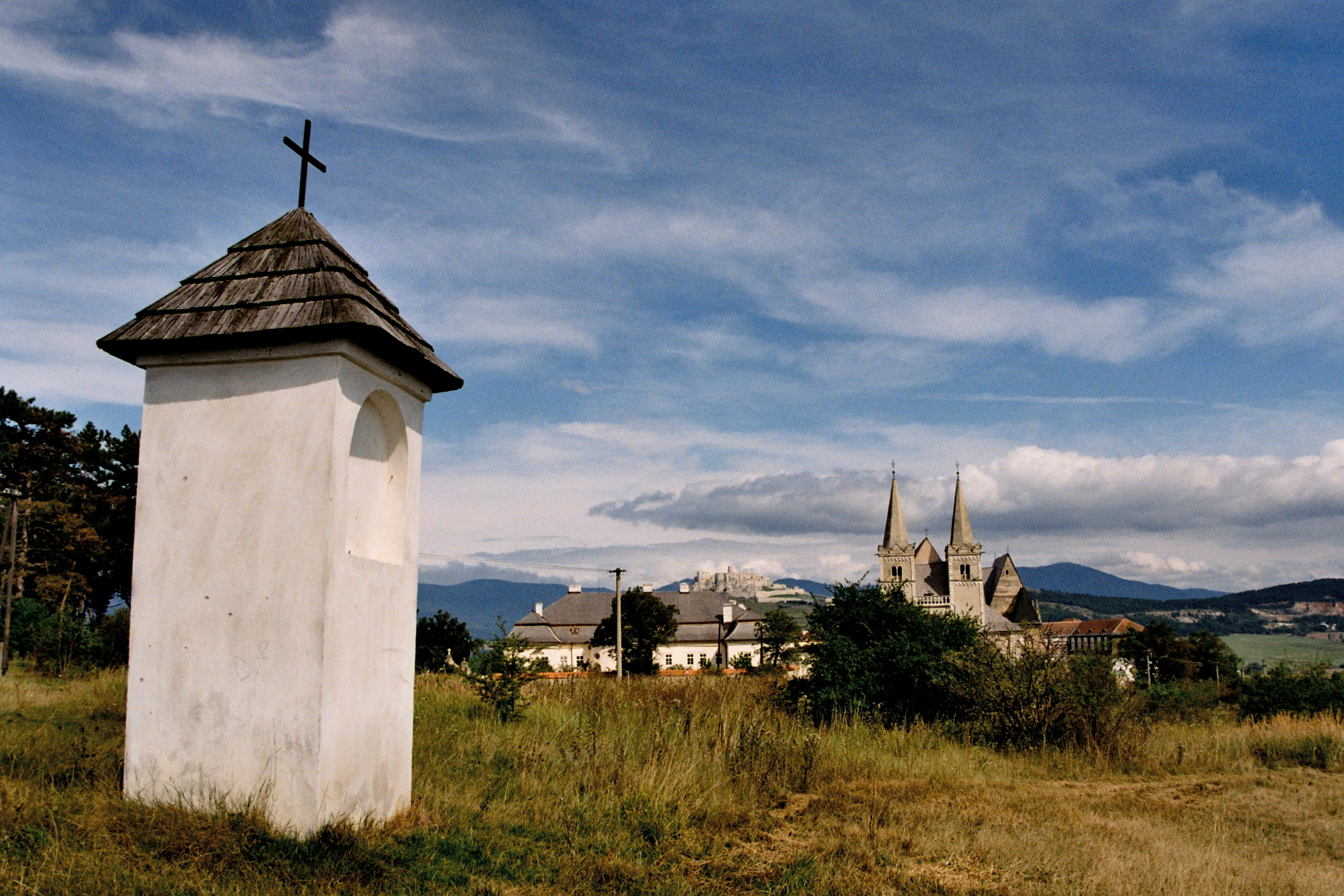
Celkový pohled na Spišskou Kapitulu
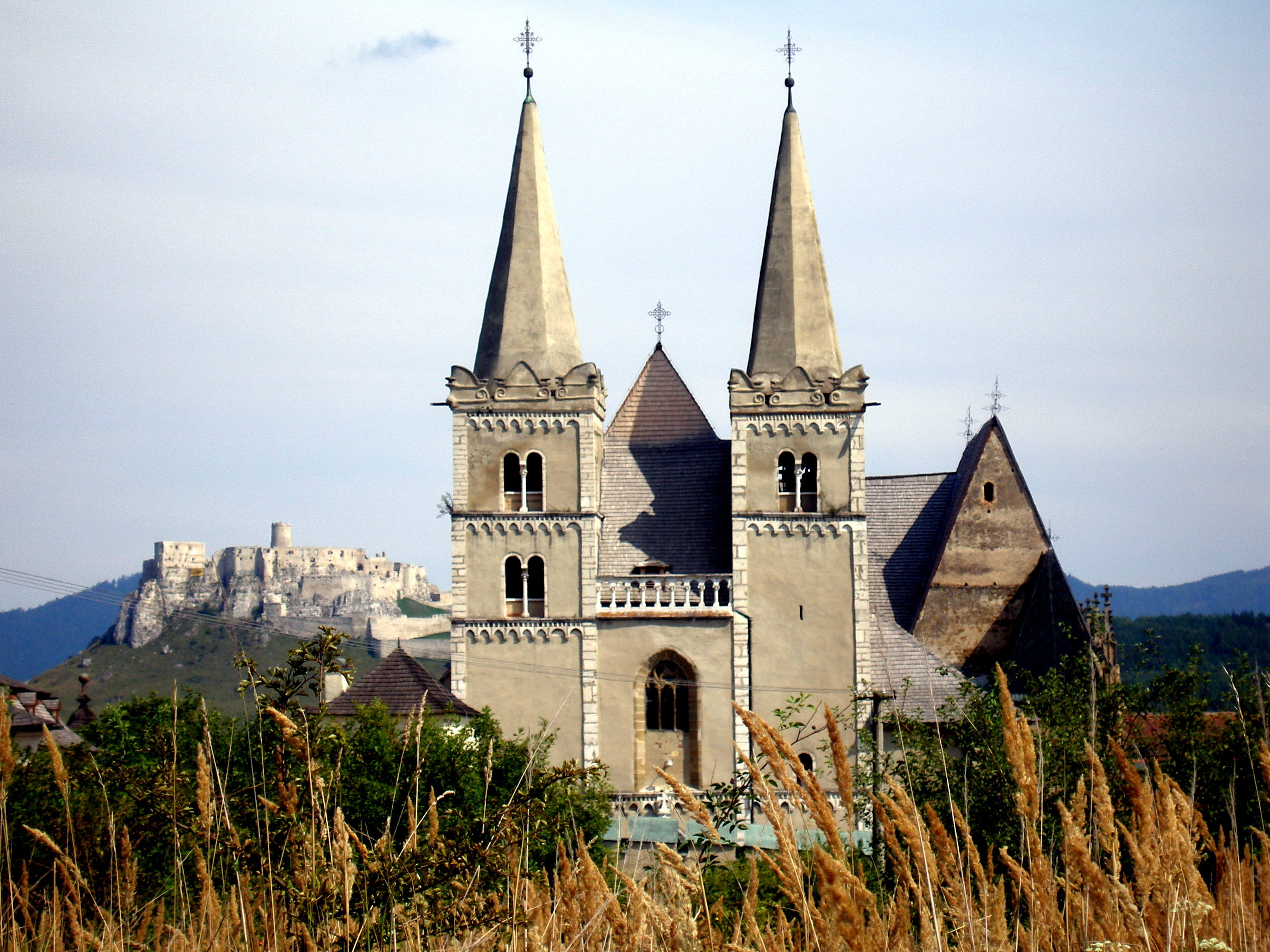
Nedaleko Kapituly (na opačné straně údolí) se nachází Spišský hrad
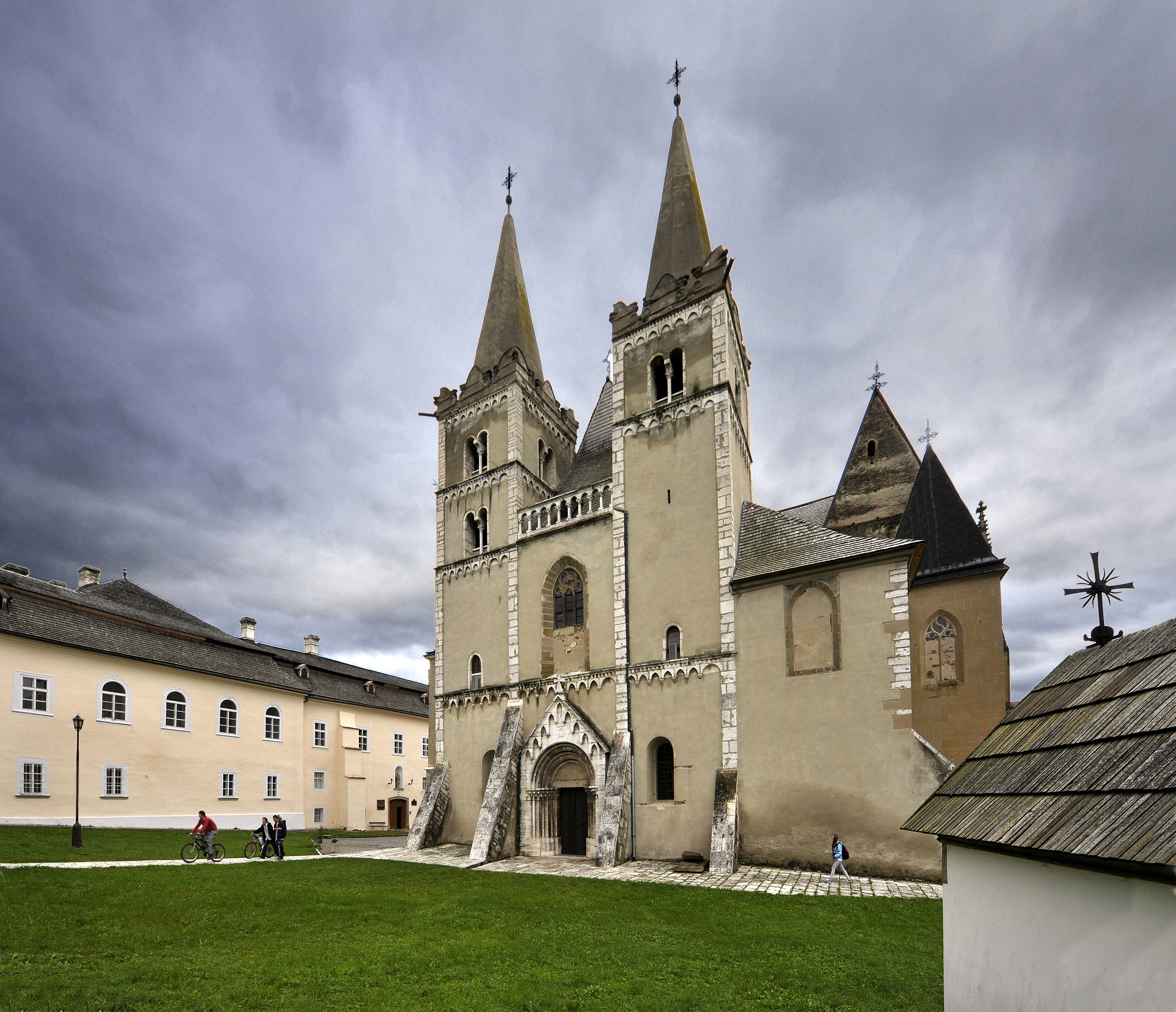
Katedrála svatého Martina – dominanta Spišské Kapituly
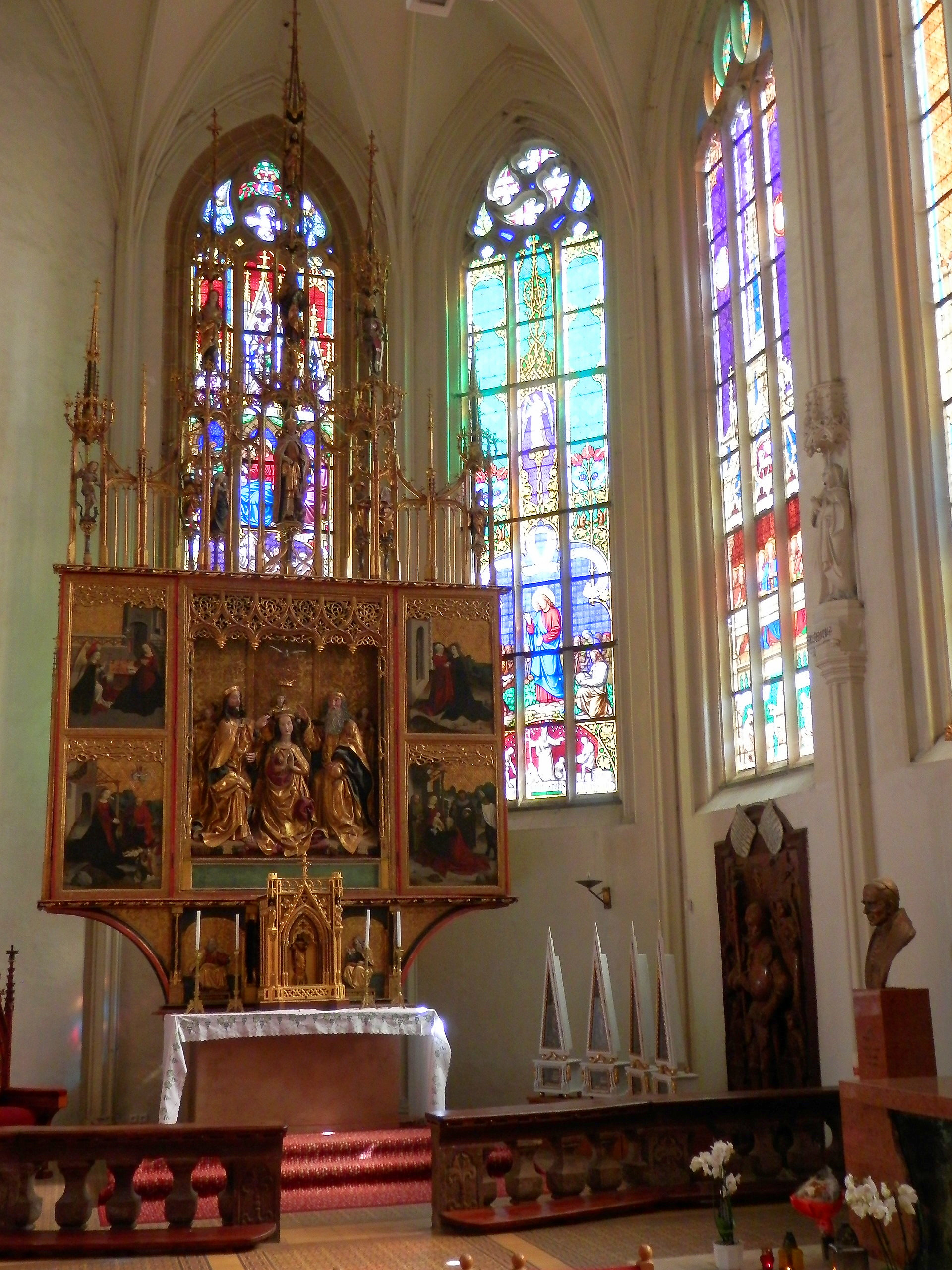
Oltář Korunování Panny Marie v kapli Zapolských
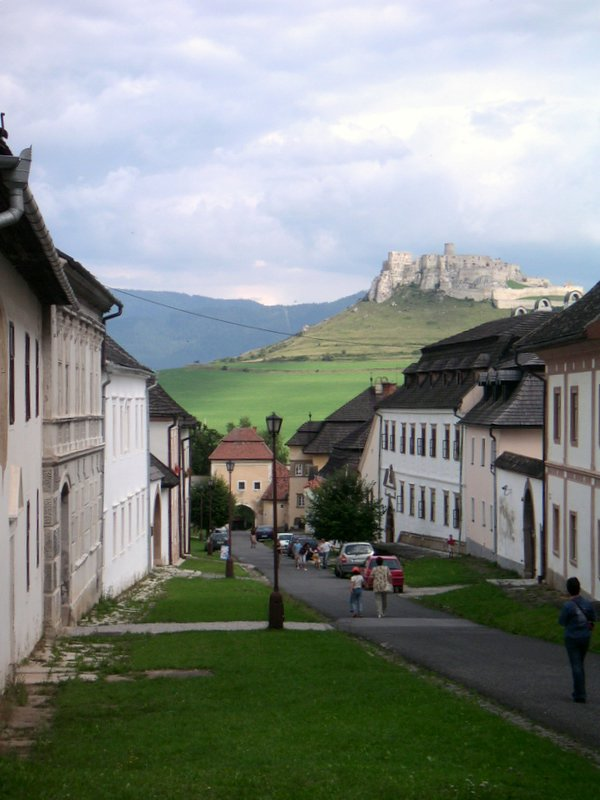
Hlavní ulice Kapituly
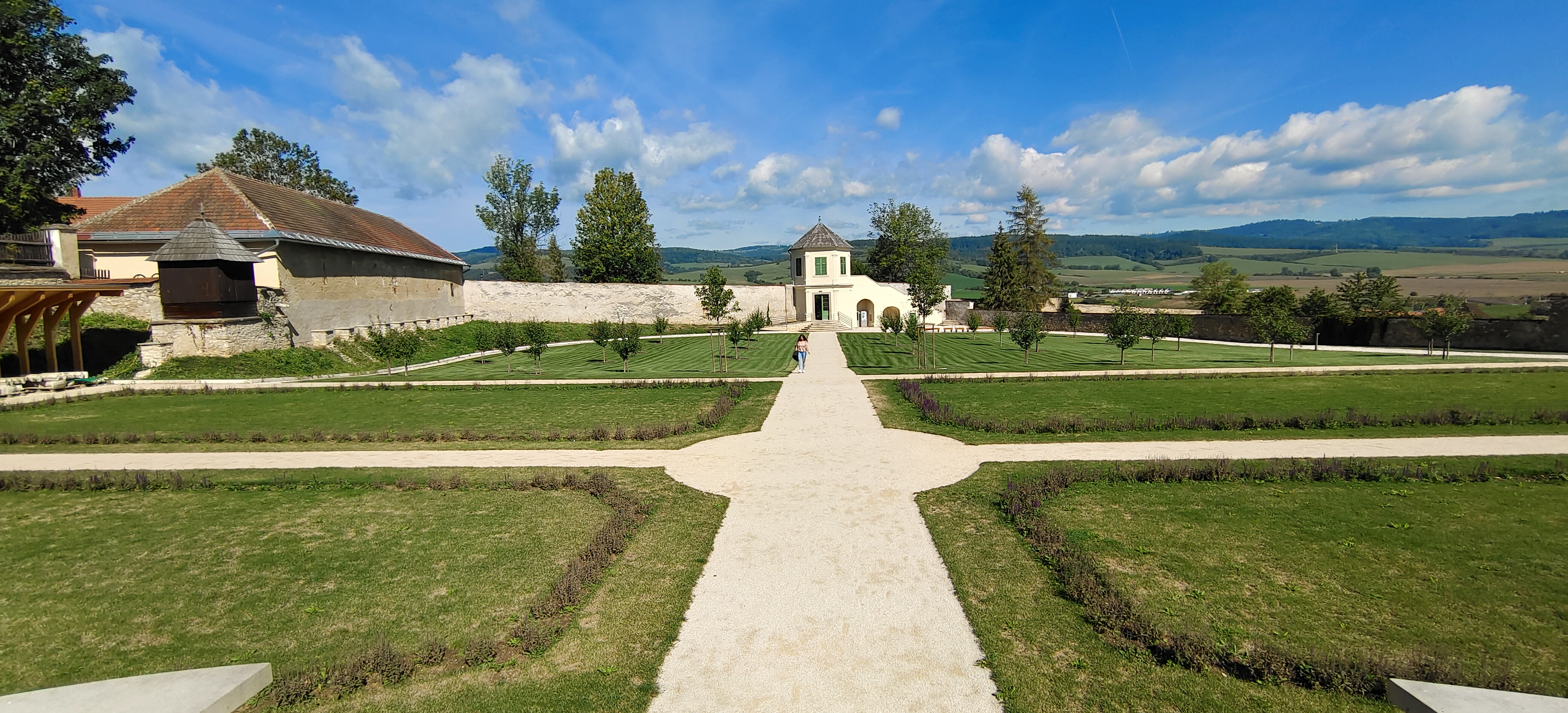
Spišská Kapitula - Biskupská zahrada (pohled od Hodinové věže k Altánku)
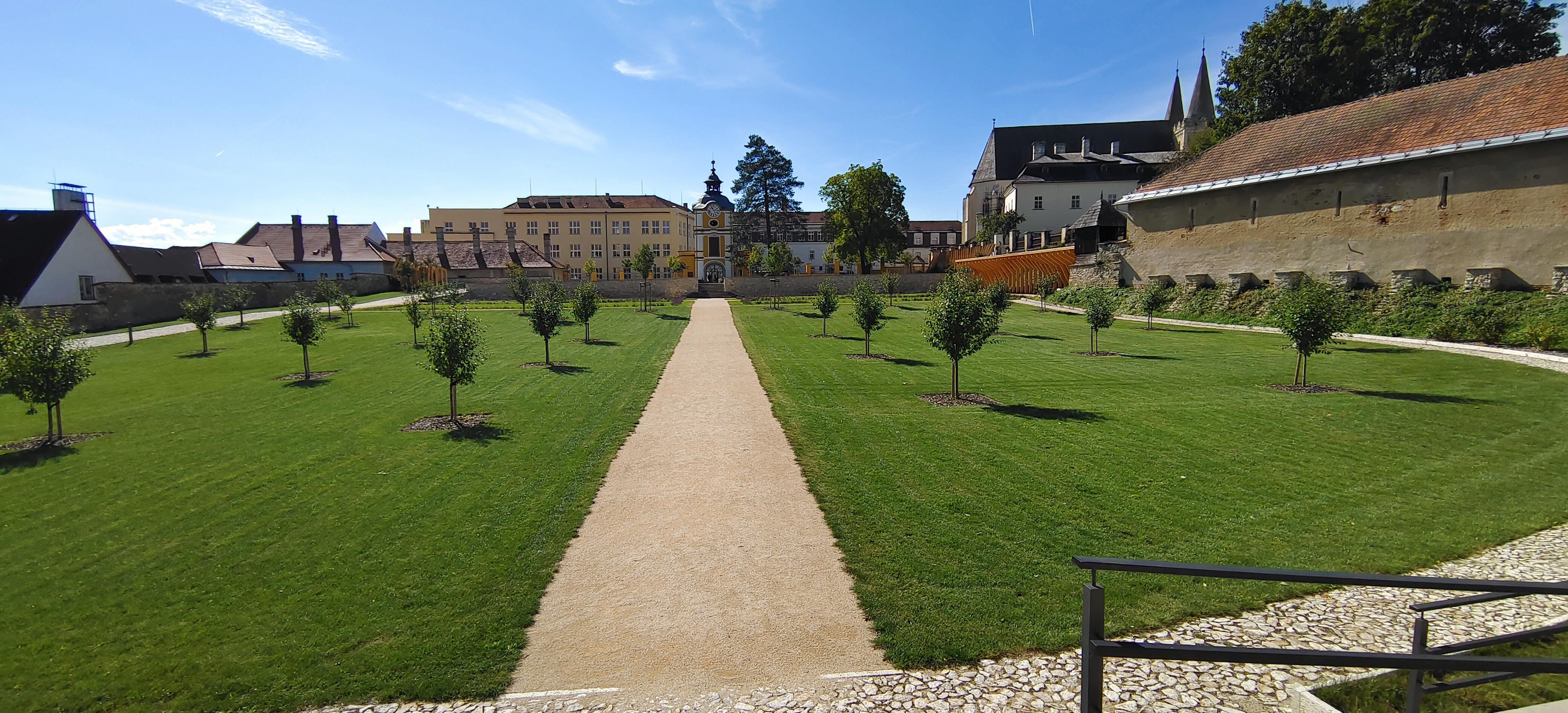
Spišská Kapitula - Biskupská zahrada (pohled od Altánku k Hodinové věži)